# KTM éditions
Pour les articles homonymes, voir KTM.
 (mai 2018).
Si vous disposez d'ouvrages ou d'articles de référence ou si vous connaissez des sites web de qualité traitant du thème abordé ici, merci de compléter l'article en donnant les références utiles à sa vérifiabilité et en les liant à la section « Notes et références ».
Kata Tjuta Media ou KTM éditions est une maison d'édition française créée en 1998 par Isabelle Le Coz et spécialisée dans les textes de fiction consacrés à l'amour entre femmes. KTM signifie Kata Tjuta Media et fait référence à un massif montagneux d'Australie. L'idée de créer cette maison d'édition est en effet née en Australie quand Isabelle Le Coz a constaté que la littérature lesbienne y était largement diffusée.
Elle édite surtout des romans sentimentaux ou des romans policiers lesbiens.
Elle a publié plusieurs auteures françaises, comme Anne Alexandre, Frédérique Anne, Cécile Bailly, Véronique Bréger, Patricia Bureu, Natacha Cerutti, Muriel Douru, Cécile Dumas, Valérie Dureuil, Cy Jung, Kadyan, Axelle Mallet, Laure Migliore, Martine Mounier, Corinne Olivier, Tatiana Potard, Daria Rossi, Claire Sobert ou Elisa Verfloede.
Elle publie aussi des auteurs étrangers comme Emma Donoghue, Jennifer Fulton, Frankie J. Jones, Karin Kallmaker (en), Claire McNab, Lesléa Newman (en), Shamim Sarif, Karen X. Tulchinsky (en) ou Vida.